# Strychnos gossweileri
Strychnos gossweileri là một loài thực vật có hoa trong họ Mã tiền. Loài này được Exell miêu tả khoa học đầu tiên năm 1929.